# Drosophila mysorensis
Drosophila mysorensis este o specie de muște din genul Drosophila, familia Drosophilidae, descrisă de C. Adinarayana Reddy și Krishnamurthy în anul 1970. Conform Catalogue of Life specia Drosophila mysorensis nu are subspecii cunoscute.